# Walker Basin
Walker Basin è un'isolata area non incorporata e valle nella parte meridionale della Sierra Nevada, nella contea di Kern, in California.

## Geografia fisica
La valle e comunità di Walker Basin si trova a sud del lago Isabella e della Kern River Valley, a est di Bakersfield e a nord del passo di Tehachapi, vicino al confine meridionale della foresta nazionale di Sequoia.
La valle è incorniciata dalla Breckenridge Mountain alta 7 548 piedi (2 301 m) sul lato ovest e la Piute Mountain a est. La comunità di Havilah è a nord su un canyon, e le comunità di Fig Orchard e Millersville si trovano a sud su una dorsale.

## Storia
Walker Basin prende il nome da Joseph Reddeford Walker, un pioniere dell'area.